# لياندرو فرنانديز (فنان قصص مصورة)
لياندرو فرنانديز (بالإسبانية: Leandro Fernández)‏ هو فنان قصص مصورة أرجنتيني، ولد في 1973.